# モンスター・コレクション・ボードゲーム 中原の征服者
『モンスター・コレクション・ボードゲーム 中原の征服者』（モンスター・コレクション・ボードゲーム ちゅうげんのせいふくしゃ）は、グループSNEが製作し、2003年7月に富士見書房から発売されたボードゲーム。トレーディングカードゲーム「モンスター・コレクション」より派生した製品である。
前作である「モンスター・コレクション・ボードゲーム 六門戦記」とは異なり、既存のカードは使用できない。
戦闘部分ではTCGのルールを用いるが、コストを支払っての部隊の強化や建物の購入など新要素が多く、オリジナル色の強い作品。

## ルール

### 準備
- 建物カード、プレイカード、地形カードを分けよく切る。
- 各プレイヤーにコマを配り、スタートプレイヤーは後継者カードを受け取る。
- 勝利点マーカーをスタート地点、部隊マーカーを「新兵隊」のマスに置く。

### カード補充フェイズ
- スタートプレイヤーから順番にプレイカードを2枚ずつ引く。
- 建物カードを6枚引き、場に表向きで置く。(場に建物カードが残っていた場合は、捨て山にしてから引く。)

### 進軍フェイズ
- スタートプレイヤーから本陣を好きな地形の上に置く。
- 本陣と同様に、第1部隊、第2部隊を好きな地形の上に置く。但し、他プレイヤーの本陣がある地形、既に2つの部隊がある地形には置けない。
- 傭兵部隊を使用する場合は、同様に置く。既に2つの部隊がある地形には置けないが、他プレイヤーの本陣がある地形にも置ける。

### 戦闘フェイズ
- 同じ地形に2人のプレイヤーの部隊がある場合は、戦闘になる。
- サイコロを振り、目の高いプレイヤーが先行、低いプレイヤーが後攻、同じ場合は同時攻撃となる。
- 攻撃、スペルカード・イベントカードを使用して戦闘を行い、部隊が生存したプレイヤーがその地形を支配する。(両者が生存、または死亡した場合は、どちらも支配できない。)
- 戦闘後、支配した地形から収入を取得し、効果がある場合は使用する。

### 開発フェイズ
- スタートプレイヤーから順番に、手持ちの資金を使用して、建物の購入、部隊の強化を行う。
- 建物の購入は1ターンに1回まで、部隊の強化は任意の回数行える。

### MAPフェイズ
- スタートプレイヤーが、サイコロを3回振る。
- 地形カードの山札の上から1枚ずつ引き、出た目の地形に重ねる。